# Винокуров Андрій Валерійович
Андрій Валерійович Винокуров (14 серпня 1982 , Харків ) — український трековий велогонщик, призер чемпіонатів Європи.

## Результати
| Рік              | Місце проведення           | Спринт           | Командний спринт | Кейрін           |                  |
| Олімпійські ігри | Олімпійські ігри           | Олімпійські ігри | Олімпійські ігри | Олімпійські ігри | Олімпійські ігри |
| ---------------- | -------------------------- | ---------------- | ---------------- | ---------------- | ---------------- |
| 2008             | Пекін, Китай               | —                | —                | 13               |                  |
| Чемпіонат світу  |                            |                  |                  |                  |                  |
| 2005             | Лос-Анджелес, США          | 24               | 11               | ?                |                  |
| 2006             | Бордо, Франція             | 19               | 13               | ?                |                  |
| 2007             | Пальма, Іспанія            | 18               | 11               | ?                |                  |
| 2008             | Манчестер, Велика Британія | 6                | 9                | 17               |                  |
| 2009             | Прушкув, Польща            | 18               | 11               | 21               |                  |
| 2010             | Баллеруп, Данія            | 19               | 14               | 17               |                  |
| 2012             | Мельбурн, Австралія        | 43               | —                | 25               |                  |
| 2013             | Мінськ, Білорусь           | —                | 14               | —                |                  |
| 2016             | Лондон, Велика Британія    | 29               | —                | 13               |                  |
| 2017             | Гонконг                    | 10               | —                | 9                |                  |
| 2018             | Апелдорн, Нідерланди       | 29               | —                | 8                |                  |
| Чемпіонат Європи |                            |                  |                  |                  |                  |
| 2010             | Прушкув, Польща            | ?                | 10               | 13               |                  |
| 2011             | Апелдорн, Нідерланди       | ?                | 9                | 21               |                  |
| 2012             | Паневежис, Литва           | 5                |                  | 13               |                  |
| 2013             | Апелдорн, Нідерланди       | ?                | 11               | 21               |                  |
| 2014             | Бе-Мао, Франція            | 17               |                  | 13               |                  |
| 2015             | Гренхен, Швейцарія         | 10               | 9                | 13               |                  |
| 2016             | Івлін, Франція             | 3                |                  | 2                |                  |
| 2017             | Берлін, Німеччина          | 4                | 9                | 3                |                  |
| 2018             | Глазго, Велика Британія    |                  |                  | 8                |                  |